# 이언 매큐언
이언 매큐언(영어: Ian McEwan, CBE, 1948년 6월 21일 ~ )은 영국의 소설가이다.
1948년 영국 햄프셔 지방의 군사 도시인 올더숏에서 군 장교의 아들로 태어났다. 아버지가 근무했던 독일, 싱가포르의 군사 기지에서 어린 시절을 보냈으며 리비아 등 북아프리카 지역에서 몇 년간 살기도 했다. 그 후 영국으로 돌아와 1970년 서식스 대학교 문학부를 졸업한 후 이스트 앵글리아 대학교에서 문학석사 학위를 받았으며, 소설가 맬컴 브래드베리와 앵거스 윌슨의 지도를 받아 소설창작을 공부했다. 1975년 졸업 논문으로 쓴 단편소설집 《첫 사랑, 마지막 의식》으로 문단에 데뷔했고, 같은 책으로 1976년 서머싯 몸 상을 받았다.
그 후 세계 많은 비평가들에게 주목받는 소설가로 부상했으며, 1987년 《더 차일드 인 타임 The Child in Time》으로 휘트브레드 상, 1998년 《암스테르담 Amsterdam》으로 맨부커상, 2002년 《속죄 Atonement》로 W. H. 스미스 문학상, 영국 작가협회 상, 로스앤젤레스 타임스 상, 산티아고 상 등을 수상했다.
그 밖의 작품으로는 《영원한 사랑 Enduring Love》, 《토요일 Saturday》, 《체실 비치에서 On Chesil Beach》 등이 있으며 최근 영화화되어 골든 글로브상 작품상을 수상한 《속죄(개봉 제목: 어톤먼트)》 등 여러 작품이 영화로 만들어져 호평을 받았고, 단편소설집 《첫 사랑, 마지막 의식》 중에서도 3편이 영화화됐다. 《따라하기 놀이》, 《농부의 점심식사》, 《새콤달콤》, 《착한 아들》, 《결백한 자》 등 여러 편의 영화 시나리오를 쓰기도 했다. 1998년에는 《암스테르담》으로 맨부커상을 수상했다.
여성학자 페니 앨런(Penny Allen)과 결혼하여 아들 하나를 두었지만 이혼하고, 1997년 기자 애널리나 매커피(Annalena McAfee)와 재혼하여 런던에서 살고 있다.

## 저서
- 《첫 사랑, 마지막 의식 First Love, Last Rites》(1975)
- 《시멘트 가든 The Cement Garden》(1978)
- 《이방인의 위안 The Comfort of Stranger》(1981)
- 《따라하기 The Imitation Game》(1981)
- 《우린 죽게 되는 걸까 Or Shall We Die?》(1983)
- 《농부의 오찬 The Ploughman's Lunch》(1985)
- 《더 차일드 인 타임 The Child in Time》(1987)
- 《시트 사이 In Between the Sheets》(1987)
- 《순수한 사람들 The Innocent》(1989)
- 《새콤 달콤 Sour Sweet》(1989)
- 《검은 개들 Black Dogs》(1992)
- 《피터의 기묘한 몽상 The Daydreamer》(1994)
- 《영원한 사랑 Enduring Love》(1997)
- 《암스테르담 Amsterdam》(1998)
- 《속죄 Atonement》(2001)
- 《토요일 Saturday》(2005)
- 《체실 비치에서 On Chesil Beach》(2007)
- 《솔라 Solar》(2010)
- 《스위트 투스 Sweet tooth》(2012)
- 《칠드런 액트 The Children Act》(2014)
- 《넛셸 Nutshell》(2016)
- 《나 같은 기계들 Machines Like Me》(2019)
- 《바퀴벌레 The Cockroach》(2019)

## 상훈
- 1976년 서머싯 몸 상(Somerset Maugham Award, 《첫 사랑, 마지막 의식》)
- 1987년 휘트브레드 상(《첫 사랑, 마지막 의식》)
- 1998년 맨부커상(《암스테르담》)
- 1999년 셰익스피어 상(Shakespeare Prize)
- 2000년 대영 제국 훈장 3등급(CBE) 수훈[1][주 1][2]
- 2003년 로스엔젤레스 타임스 상(Los Angeles Times Book Prize, 《속죄》)
- 2004년 산티아고 상(Santiago Prize for the European Novel, 《속죄》)
- 2011년 예루살렘상

### 내용주
1. ↑  CBE 훈장은 단지 훈장이고, '훈작사 작위', 'CBE 작위', '커맨더 작위' 등으로 번역하는 것은 잘못이다. 현대 영국 서훈에서는 Knight Bachelor나 1등급 ~ 2등급 훈장을 받은 사람에게 Sir / Dame 칭호를 붙이고, 이 칭호가 기사작위로 통용된다. 이언 매큐언이 2000년 받은 CBE는 3등급 훈장으로, 이를 '훈작사 작위'를 받았다고 번역하는 것은 오역이다. 별도 칭호가 붙지 않는 일반 훈장이기 때문이다. 따라서 수훈 사실을 설명할 필요가 있을 경우 'CBE 수훈자 이언 매큐언', '훈장을 받았다' 등으로 번역하는 것이 적절하다. 엘리자베스 2세 시대부터 영국에서 세습 작위(Hereditary peer)는 새로 부여하지 않고 있으며, 세습 타이틀(Hereditary title)인 준남작 또한 1990년 데니스 대처(Denis Thatcher)가 받은 것이 마지막으로 사실상 휴면 상태인 서훈이다.

### 참조주
1. 1 2  “Supplement No. 1: New Years Honours List - United Kingdom”. 《The Gazette》 (영어) (런던) (55710): 10. 1999년 12월 31일.
2. ↑  양원모 (2018년 5월 9일). “자기 소설 에세이 작성 도왔다가 ‘C+’ 받은 소설가”. 《한국일보》. 2018년 5월 9일에 원본 문서에서 보존된 문서. 2018년 5월 12일에 확인함.